# Jay Hakkinen
Jay Hakkinen, född 19 juli 1977, är en amerikansk skidskytt och har deltagit i tre olympiska spel. Han är från Kasilof i Alaska.